# Khói lửa
Khói lửa (nguyên văn tiếng Pháp: Le feu, tên đầy đủ là Le Feu: journal d'une escouade, dịch ra tiếng Việt: Ngọn lửa, câu chuyện của người lính) là tiểu thuyết của nhà văn người Pháp Henri Barbusse. Ông xuất bản tác phẩm này vào tháng 12 năm 1916. Đây là một cuốn tiểu thuyết viết về Chiến tranh thế giới thứ nhất dựa trên kinh nghiệm cá nhân của Henri Barbusse khi ông đi lính tham gia cuộc chiến.

## Nội dung và tư tưởng
Khói lửa là cuốn tiểu thuyết đầu tiên của Pháp được trình bày bằng phương pháp hiện thực xã hội chủ nghĩa. Tác phẩm báo trước bước chuyển lớn trong tư tưởng của Barbusse. Từ một con người cực hữu, rất sùng bái cái gọi là "bảo vệ Tổ quốc" được những chính trị gia của Quốc tế thứ hai ủng hộ, Barbusse nhanh chóng chuyển biến tư tưởng của mình về Cách mạng tháng Mười. Giá trị của Le feu thể hiện qua những cảnh chết chóc, đau thương, nhưng vẫn nổi lên lòng tin của những người lao động sẽ là những người lật đổ chủ nghĩa tư bản khi nó chuyển thành chủ nghĩa đế quốc và tiến hành chiến tranh thế giới. Barbusse khẳng định dứt khoát rằng:
| “ | ’Tương lai sẽ ở trong tay những người nô lệ | ” |

Tư tưởng tiến bộ đó trong thực tế đã dẫn dắt hàng loạt chiến sĩ đấu tranh cho tự do đi vào chủ nghĩa xã hội.

## Đánh giá
Vladimir Ilyich Lenin xem cuốn tiểu thuyết Le feu là sự khẳng định đặc biệt rõ nét về sự phát triển ý thức cách mạng của quần chúng hiện đang diễn ra ở khắp nơi. Còn Georgi Dimitrov đánh giá Barbusse đứng vững trên lập trường giai cấp vô sản mà chiến đấu.

## Vấn đề khác
Nhờ có Le feu, Nguyễn Ái Quốc làm quen với Barbusse và trở thành bạn thân của nhà văn Pháp. Nguyễn Ái Quốc rất say sưa với cuốn tiểu thuyết này.

## Bản dịch tiếng Việt
Tác phẩm được dịch với tên Khói lửa, tên đầy đủ Khói lửa: Nhật kí của một tiểu đội, Nguyễn Trọng Thụ, Nguyễn Văn Thường, Lê Văn Tụng dịch, NXB Văn hóa, 1962 .